# نيكولا بارتشانوف
نيكولا بارتشانوف (بالبلغارية: Никола Пърчанов)‏ مواليد 19 يونيو 1930 في بلفن - الوفاة 26 أكتوبر 2014، كان لاعب كرة قدم بلغاري كان يلعب في مركز حراسة المرمى. سبق له أن لعب في كأس العالم لكرة القدم مع منتخب بلاده في مونديال عام 1962.

## المسيرة الاحترافية

### أندية لعب لها
- نادي سبارتاك بليفين

## روابط خارجية
- نيكولا بارتشانوف على موقع الاتحاد الدولي (مؤرشف)  (الإنجليزية)
- نيكولا بارتشانوف على موقع عالم كرة القدم.نت (الإنجليزية)
- نيكولا بارتشانوف على موقع أوليمبيديا (الإنجليزية)